# سلوبودان ميليتيتش
سلوبودان ميليتيتش هو لاعب كرة قدم صربي في مركز الوسط، ولد في 19 أغسطس 1969 في نيش في صربيا. لعب مع رادنيتشكي نيش وريسنغ وايت ديرنغ مولنبيك ونادي أو إف كيه بيوغراد ونادي بارتيزان ونادي بانيتوليكوس ونادي ستارت.